# Orsoy-Land
Orsoy-Land war bis 1971 eine Gemeinde im damaligen Kreis Moers, welche bis zu ihrem Ende durch die Stadt Orsoy in Personalunion verwaltet wurde. Heute gehört ihr Gebiet als Gemarkung des Stadtbezirkes Rheinberg zur Stadt Rheinberg im Kreis Wesel in Nordrhein-Westfalen. Ihr Gebiet ist heute weitgehend unbewohnt.

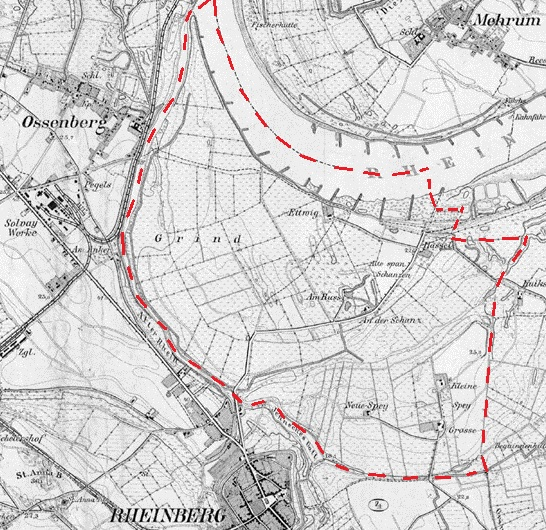
Die Gemeinde Orsoy-Land auf dem Messtischblatt von 1906

## Geographie
Die Gemeinde Orsoy-Land lag nördlich der Rheinberger Innenstadt in dem Winkel, der durch den Rhein und den Moersbach/Rheinberger Altrhein gebildet wird.

## Geschichte
Der Raum um die Stadt Orsoy gehörte ursprünglich zum Herzogtum Kleve. Während der Franzosenzeit am Anfang des 19. Jahrhunderts wurde im Kanton Rheinberg des Arrondissements Krefeld im Departement Rur die Mairie Orsoy eingerichtet, die sich am linken Rheinufer von der Stadt Orsoy im Süden bis zur Mündung des Moersbachs im Norden erstreckte. Nachdem das Rheinland 1815 an Preußen gefallen war, wurde aus der Mairie Orsoy die Bürgermeisterei Orsoy, die zunächst zum Kreis Rheinberg, dann seit 1823 zum Kreis Geldern und seit 1857 zum Kreis Moers gehörte. Der nördliche Zipfel der Bürgermeisterei war kirchlich nicht nach Orsoy, sondern in die nahegelegene Stadt Rheinberg eingepfarrt. Dieses Gebiet war bis zu einer Stromverlagung des Rheins im 17. Jahrhundert rechtsrheinisch gelegen.
Als die Stadt Orsoy am 23. Mai 1859 die Rheinische Städteordnung erhielt, wurde aus dem Nordteil der Bürgermeisterei die Bürgermeisterei und Landgemeinde Orsoy-Land gebildet, die in Personalunion mit der Bürgermeisterei Orsoy-Stadt verwaltet wurde. Da in der Landgemeinde nur einige Einzelhöfe bestanden, war die Bevölkerungszahl sehr gering.
Die VEBA kaufte zwischen 1968 und 1972 praktisch das gesamte Gemeindegebiet mitsamt den damals fünf existierenden Höfen auf, um darauf eine große petrochemische Anlage zu errichten. Die meisten Höfe wurden abgebrochen, so dass das ehemalige Gemeindegebiet heute weitgehend unbesiedelt ist.
Die Gemeinde Orsoy-Land wurde am 1. April 1972 aufgelöst und in die Stadt Rheinberg eingemeindet. Des Weiteren wurde gleichzeitig eine Exklave innerhalb von Orsoy-Land, die direkt durch Orsoy verwaltet worden ist, eingemeindet. Die Stadt Orsoy wurde durch das Niederrhein-Gesetz am 1. Januar 1975 ebenfalls in die Stadt Rheinberg eingemeindet. Das Gebiet von Orsoy-Land bildet noch heute eine amtliche Gemarkung.
In den 1980er Jahren wurde im ehemaligen Gemeindegebiet ein Wetterschacht der Zeche Walsum abgeteuft, der 2008 wieder stillgelegt anschließend verfüllt wurde. Außerdem wurde im Norden der Gemarkung eine große Kläranlage errichtet. Ein großer Teil des ehemaligen Gemeindegebiets gehört zum Naturschutzgebiet Hasenfeld und Rheinvorland zwischen Eversael und Ossenberg. sowie zum Landschaftsschutzgebiet Orsoyer Rheinbogen und Eversael.

## Einwohnerentwicklung
| Jahr | Einwohner | Quelle |
| ---- | --------- | ------ |
| 1835 | 38        | [ 5 ]  |
| 1864 | 48        | [ 6 ]  |
| 1885 | 57        | [ 7 ]  |
| 1910 | 52        | [ 8 ]  |
| 1925 | 55        | [ 9 ]  |
| 1939 | 50        | [ 10 ] |
| 1971 | 46        | [ 2 ]  |